# تان كيم تشينغ
تان كيم تشينغ (بالتايلندية: ตันกิมเจ๋ง)‏ هو شخصية أعمال ماليزي وتايلاندي، (ولد في ملقا في ماليزيا 1829 – فبراير 1892 م).